# Hyperion (cây)
Hyperion là một cây hồng sam (Sequoia sempervirens) ở California, có độ cao 115,85 m (380,1 ft), được xếp hạng là thực vật còn sống cao nhất thế giới được biết đến.

## Tổng quan
Hyperion được phát hiện vào ngày 25 tháng 8 năm 2006, bởi các nhà tự nhiên học Chris Atkins và Michael Taylor. Cây đã được Stephen Sillett xác nhận là có độ cao 115,55 m (379,1 ft). Cây được tìm thấy ở một khu vực hẻo lánh của Công viên Quốc gia và Bang Redwood được mua vào năm 1978. Nó ước tính chứa 530 m³ (18.600 cu ft) gỗ. Công viên cũng có cây cao thứ hai là Helios, và cây Icarus cao thứ ba. Sillett ước tính Hyperion này đã khoảng 600 tuổi trong khi những người khác cho rằng nó khoảng 700–800 năm tuổi.
Vị trí chính xác của Hyperion được giữ bí mật để bảo vệ cây khỏi bị hư hại.
Các nhà nghiên cứu cho biết rằng sự phá hoại của chim gõ kiến ở phần ngọn có thể đã khiến cây không thể cao thêm.
Vào tháng 2 năm 2012, Hyperion đã xuất hiện trong bộ phim tài liệu James Aldred của đài BBC Radio 4, James and the Giant Redwoods của James Aldred.